# Louise Mabulo
Louise Emmanuelle de Guzman Mabulo (12 de setembro de 1998) é uma ambientalista filipina, descendente política, proprietária agrícola, empreendedora social e chef. Ela é a fundadora do projeto The Cacao, um negócio social e de troca de sementes que trabalha com mais de 200 agricultores da área de San Fernando, nas Filipinas. Ela é apresentadora de um minidocumentário da National Geographic, Nat Geo Presents: Food Costs: DIET VS PLANET, explorando dietas sustentáveis.